# Francisco Cuoco
Francisco Cuoco (São Paulo, 29 de novembro de 1933 – São Paulo, 19 de junho de 2025) foi um ator brasileiro, amplamente reconhecido como um dos principais nomes da televisão nacional. Ganhou destaque ao interpretar galãs marcantes em diversas produções nas décadas de 1960 a 1990, deixando um legado significativo na dramaturgia brasileira.
Iniciou sua carreira na TV Tupi, em 1957, e passou por outras emissoras, como TV Rio, TV Excelsior e Record, até se consolidar na TV Globo, a partir de 1970, onde permaneceu até os últimos anos de sua vida. Na emissora, imortalizou personagens emblemáticos, como o emergente Gilberto Athayde, em O Cafona (1971), o injustiçado Cristiano Vilhena, em Selva de Pedra (1972), o taxista Carlão, em Pecado Capital (1975), o vidente Herculano Quintanilha, em O Astro (1977), os sósias Denizard e Paulo Della Santa, em O Outro (1987), o deputado Severo, em O Salvador da Pátria (1989), entre outros.
Pela sua trajetória, Cuoco foi reconhecido com diversos prêmios, incluindo um Troféu APCA, um Arte Qualidade Brasil e quatro Troféus Imprensa. Em 2018, foi laureado com o Troféu Mário Lago pelo conjunto de sua obra.

## Biografia
De origem humilde, filho do feirante italiano Leopoldo Cuoco, Francisco cresceu no bairro paulistano do Brás, junto de sua irmã Grácia e sua mãe Antonieta.
Trabalhava durante o dia com o pai na feira e à noite estudava, buscando uma profissão estável. Aos vinte anos de idade, ao fazer vestibular, trocou o curso de Direito pela Escola de Arte Dramática da Universidade de São Paulo, fundada por Alfredo Mesquita, formando-se quatro anos depois.

## Carreira
Estreou em peças do Teatro Brasileiro de Comédia e depois atuou pela companhia Teatro dos Sete, trabalhando com diretores como Alberto D'Aversa, Gianni Ratto, Fernando Torres e atores como Ítalo Rossi, Fernanda Montenegro, Carminha Brandão. Seu primeiro protagonista no teatro foi o personagem Werneck, de O Beijo no Asfalto, de Nelson Rodrigues, em 1961, com direção de Fernando Torres. Em 1964 foi premiado pela Associação Paulista dos Críticos de Arte (APCA) como melhor ator coadjuvante, na peça Boeing-boeing.

Marília Pêra e Francisco Cuoco na telenovela O Cafona, em 1971. Imagem do Arquivo Nacional.

Em 1963, na TV Rio do Rio de Janeiro, fez parte do elenco de atores do programa Grande Teatro Murray, dirigido por Sérgio Britto, onde eram representados textos de renomados autores da literatura universal. Sua primeira telenovela foi Renúncia, escrita por Walter Negrão, levada ao ar em 1964, pela TV Record, na qual já estreou como protagonista, ao lado da atriz Irina Grecco. A partir daí, Cuoco foi emendando um trabalho atrás do outro, sempre revestido da aura de galã dos sonhos das telespectadoras, posto dividido na época com Carlos Zara, Tarcísio Meira e Hélio Souto.
Participou de telenovelas na Rede Tupi e, principalmente, na TV Excelsior, onde viveu o Dr. Fernando, protagonista de Redenção, a telenovela que até hoje mantém o recorde de permanência no ar, com 596 capítulos exibidos ao longo de dois anos. Ainda, teve posição de destaque no enredo de Sangue do meu Sangue, exibida em 1969.
Transferiu-se para a TV Globo em 1970, onde seu primeiro trabalho foi a telenovela Assim na Terra como no Céu, de Dias Gomes, na qual viveu o protagonista Vítor Mariano, um padre que abandona a batina para se casar e tem seus planos frustrados pela morte misteriosa da noiva. A partir daí fez sucessivos trabalhos que levaram a assinatura de Janete Clair, que o tinha como um de seus atores preferidos. Para Cuoco, Janete criou o Cristiano de Selva de Pedra, o jornalista Alex de O Semideus, o taxista Carlão — trabalho muito elogiado de Cuoco na primeira versão da novela Pecado Capital — o misto de mocinho e vilão "Herculano" de O Astro, o ambicioso Tião Bento em Sétimo Sentido e o político "Lucas" em Eu Prometo.
Após muitos anos afastado do teatro devido ao trabalho intenso na televisão, Cuoco retornou em 2002 com uma peça ao ar livre, ambientada no século XVI, na qual interpretou o histórico padre português Gonçalo Monteiro. Seguiram-se, daí, outras peças: a comédia de Rodrigo Murat em Três Homens Baixos (2004), O Último Bolero (de João Machado), Circuncisão em Nova York (João Bethencourt) e Deus é Química (Fernanda Torres).
Em suas entrevistas, quando perguntado sobre cinema, Cuoco sempre respondeu que recebeu poucos convites para participar de filmes e que recusou alguns. Os trabalhos mais notáveis no cinema foram nos filmes Cafundó (2005), de Paulo Betti e Clóvis Bueno, Traição (1998 - conjunto de três episódios baseados na obra de Nélson Rodrigues), e Gêmeas (1999), de Andrucha Waddington, em que fez Jorge, o pai das gêmeas do título. Estrelou Anuska, Manequim e Mulher (1968), Os Xeretas (2001), e participou em Um Anjo Trapalhão (2000), Didi - O Caçador de Tesouros (2006) e Real Beleza (2015), recebendo um Prêmio Guarani de Cinema Brasileiro por este último.
Sua ultima aparição na televisão foi em uma homenagem da série Tributo, no qual relembrou os diversos papéis que interpretou na TV e foi homenageado por diversos colegas. Ironicamente, o programa foi ao ar 15 dias antes de seu falecimento.

## Vida pessoal

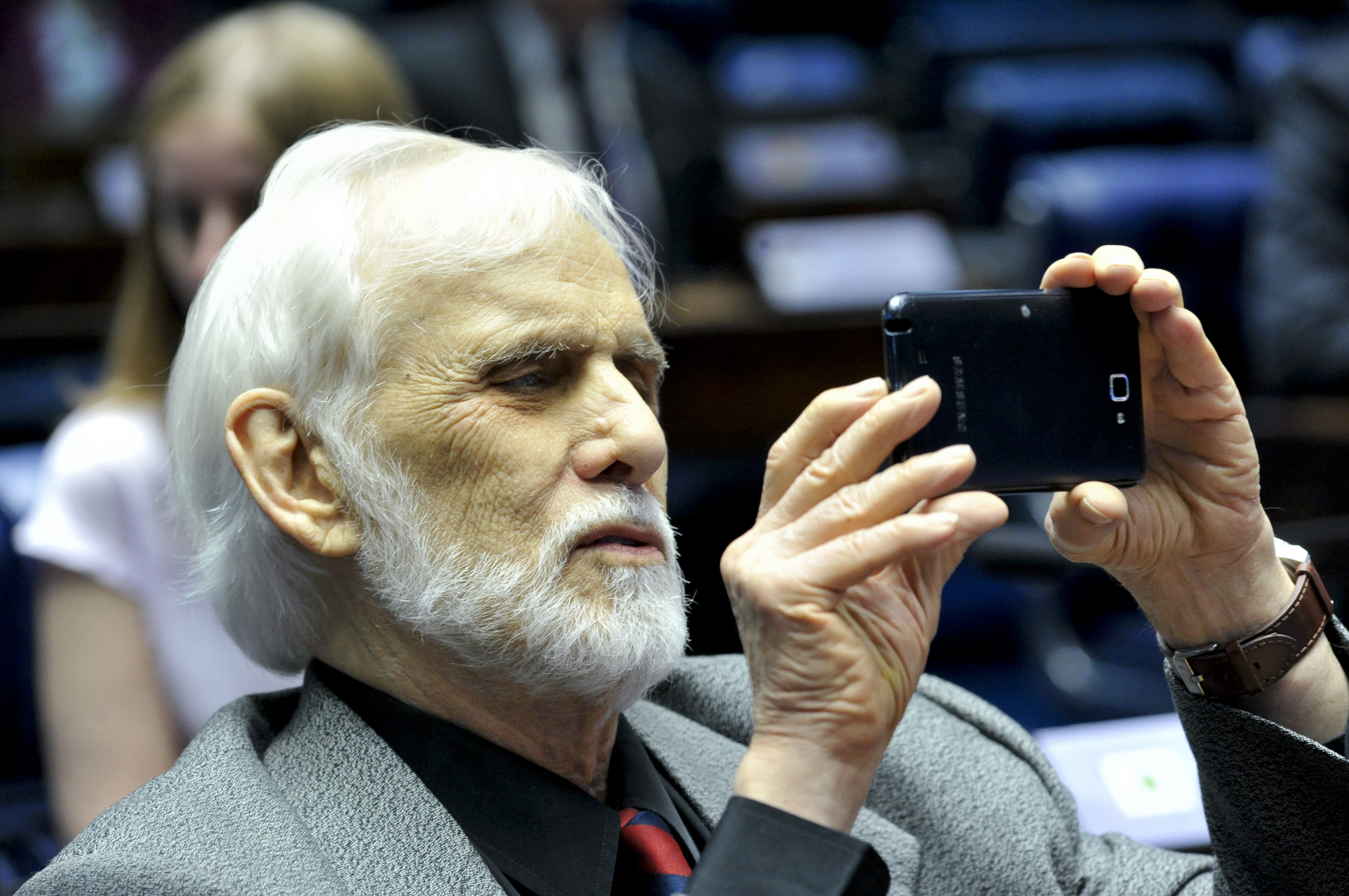
O ator em 2015, em uma sessão especial realizada no plenário do Senado para comemorar o cinquentenário das atividades da TV Globo

### Relacionamentos
Foi casado com a atriz Carminha Brandão, doze anos mais velha que ele, entre 1960 e 1964. Posteriormente casou-se com Gina Rodrigues, com quem teve três filhos: Tatiana, Rodrigo e Diogo. O casal divorciou-se em 1984.
Em 2013 assumiu seu relacionamento com a estilista Thaís Almeida, na época com 27 anos. Em dezembro de 2017 anunciou o fim do relacionamento e disse que sua ex-mulher, Gina, passou a morar em seu apartamento, mas apenas como amigos. Em março de 2021, o ator lançou seu canal no YouTube.

### Morte
Francisco Cuoco morreu no dia 19 de junho de 2025, aos 91 anos, em decorrência de falência múltipla dos órgãos. O ator havia permanecido 20 dias internado no Hospital Albert Einstein, em São Paulo, em razão dos problemas de saúde que enfrentava nos últimos anos. Em sua fase final de vida, Cuoco lidava com dificuldades de locomoção e vivia com a irmã, Grácia Cuoco.

## Controvérsias

### Indisposição com Carolina Ferraz
Em 1998, Francisco Cuoco teve uma série de desentendimentos com a atriz Carolina Ferraz, que na época interpretava seu par romântico no remake da novela Pecado Capital e teria se recusado a beijá-lo ou a gravar muitas cenas românticas ao seu lado. Diante dos conflitos entre os dois, a escritora Glória Perez precisou criar uma personagem inédita, interpretada por Vera Fischer, para ser o novo par de Cuoco. Em entrevistas, o ator chegou a dizer que Ferraz era "intratável". Anos mais tarde, a atriz revelou que a mágoa entre os dois já havia sido superada.

### Sequestro
Em novembro de 2006, enquanto estava no Rio de Janeiro e dirigia para o Teatro Miguel Falabella, onde estava em cartaz com a peça O Último Bolero, Francisco Cuoco foi vítima de um sequestro-relâmpago. O ator, seu motorista e a produtora da peça, Tatiana Amaral, foram parados por um veículo com sete assaltantes. Os bandidos renderam os três e ficaram circulando com o carro do ator durante cerca de 20 minutos, até decidirem deixá-los no bairro de São Cristóvão.

Foram tirando tudo do meu bolso e perguntando códigos de banco. Achei que iria morrer.

— Cuoco, em entrevista à RedeTV!

### Polêmica sobre suposto filho
Em 2022, o modelo Anthony Junior entrou na justiça alegando ser filho de Cuoco, fruto de um caso de sua mãe, embora o ator negasse. Um exame de DNA resultou negativo para a paternidade de Cuoco.

## Filmografia

### Televisão
| Ano     | Título                              | Personagem                                 | Nota                                                |
| ------- | ----------------------------------- | ------------------------------------------ | --------------------------------------------------- |
| 1957–59 | Grande Teatro Tupi                  | Vários personagens                         |                                                     |
| 1963    | Pouco Amor Não É Amor               |                                            |                                                     |
| 1963    | A Morta sem Espelho                 | Cristiano                                  |                                                     |
| 1964    | Marcados pelo Amor                  | Victor                                     |                                                     |
| 1964    | Banzo                               | Mário                                      |                                                     |
| 1964    | Ainda Resta uma Esperança           | Alcides                                    |                                                     |
| 1964    | Os Quatro Filhos                    | Luiz                                       |                                                     |
| 1964    | O Pecado de Cada Um                 | Daniel                                     |                                                     |
| 1964    | Renúncia                            | Miguel Borges                              |                                                     |
| 1966    | Almas de Pedra                      | Felipe                                     |                                                     |
| 1966    | Redenção                            | Dr. Fernando Silveira                      |                                                     |
| 1968    | Legião dos Esquecidos               | Felipe                                     |                                                     |
| 1969    | Sangue do Meu Sangue                | Carlos Rezende                             |                                                     |
| 1969    | Sangue do Meu Sangue                | Lúcio Rezende                              |                                                     |
| 1970    | Assim na Terra como no Céu          | Vítor Mariano                              |                                                     |
| 1971    | O Cafona                            | Gilberto Athayde do Espírito Santo (Gigi)  |                                                     |
| 1972    | Selva de Pedra                      | Cristiano Vilhena                          |                                                     |
| 1973    | O Semideus                          | Alexandre Garcia Maia (Alex)               |                                                     |
| 1975    | Cuca Legal                          | Mário Barroso                              |                                                     |
| 1975    | Pecado Capital                      | José Carlos Moreno (Carlão)                |                                                     |
| 1976    | Saramandaia                         | Tiradentes                                 | Episódio: "3 de maio"                               |
| 1976    | Duas Vidas                          | Victor Amadeu                              |                                                     |
| 1977    | O Astro                             | Herculano Quintanilha                      |                                                     |
| 1979    | Feijão Maravilha                    | Dono do galinheiro                         | Episódio: "20 de março"                             |
| 1979    | Os Gigantes                         | Francisco Rubião (Chico)                   |                                                     |
| 1981    | Obrigado Doutor                     | Rodrigo Junqueira                          |                                                     |
| 1982    | Sétimo Sentido                      | Sebastião Bento Vilaça (Tião Bento)        |                                                     |
| 1983    | Caso Especial                       | Rodolfo Cavalcanti Méier                   | Episódio: "Mandrake"                                |
| 1983    | Eu Prometo                          | Lucas Cantomaia                            |                                                     |
| 1987    | O Outro                             | Paulo Della Santa                          |                                                     |
| 1987    | O Outro                             | Denizard de Mattos                         |                                                     |
| 1989    | O Salvador da Pátria                | Severo Toledo Blanco                       |                                                     |
| 1990    | Lua Cheia de Amor                   | Diego Miranda                              |                                                     |
| 1990    | Lua Cheia de Amor                   | Estebán Garcia                             |                                                     |
| 1992    | Deus Nos Acuda                      | Otto Bismark                               |                                                     |
| 1993    | Menino de Engenho                   | Coronel José Paulino                       | Telefilme                                           |
| 1994    | Tropicaliente                       | Gaspar Velasquez                           |                                                     |
| 1995    | A Próxima Vítima                    | Dr. Hélio Ribeiro                          |                                                     |
| 1995    | Memórias de Um Sargento de Milícias | Vidigal                                    |                                                     |
| 1996    | Quem É Você?                        | Nelson Maldonado                           |                                                     |
| 1996    | Visita de Natal                     | Pai desabrigado                            | Especial de fim de ano                              |
| 1997    | A Justiceira                        | Ivan Maciek                                | Episódio: "O Preço de Uma Vida"                     |
| 1997    | Você Decide                         | Jair Pinheiro                              | Episódio: "Cobiça"                                  |
| 1997    | Malhação                            | Orestes Maldonado                          | Temporada 3                                         |
| 1998    | Dona Flor e Seus Dois Maridos       | Delegado Garcia                            |                                                     |
| 1998    | Você Decide                         | Gil Canto                                  | Episódio: "O Escândalo"                             |
| 1998    | Sai de Baixo                        | Ney / Neila                                | Episódio: "A Travessura de Cassandra"               |
| 1998    | Pecado Capital                      | Salviano Lisboa                            |                                                     |
| 2000    | Você Decide                         | Padre                                      | Episódio: "Uma Mulher Quase Honesta"                |
| 2000    | Brava Gente                         | Almeida Guimarães                          | Episódio: "Meia Encarnada Dura de Sangue"           |
| 2001    | As Filhas da Mãe                    | Fausto Cavalcante                          |                                                     |
| 2001    | Sai de Baixo                        | Lindovando Batista                         | Episódio: "Algo de Brega no Reino da Dinamarca"     |
| 2001    | O Clone                             | Padre Matiolli                             |                                                     |
| 2002    | A Grande Família                    | Oduvaldo Carrara                           | Episódio: "A Enorme Família"                        |
| 2003    | Agora É que São Elas                | Raul Ramos Zabelheira (Raul Tigre)         | Episódio "24 de março"                              |
| 2004    | A Grande Família                    | Oduvaldo Carrara                           | Episódio: "Quem é Morto Sempre Aparece"             |
| 2004    | Da Cor do Pecado                    | Pai Gaudêncio                              | Participações: "5 de março–3 de julho"              |
| 2005    | América                             | José Higino da Silva (Zé Higino)           |                                                     |
| 2006    | Cobras & Lagartos                   | Omar Pasquim / Vicentino Pereira (Pereira) |                                                     |
| 2007    | Amazônia, de Galvez a Chico Mendes  | Augusto                                    |                                                     |
| 2007    | Toma Lá, Dá Cá                      | Dr. Pauleta                                | Episódio: "Galinha Que Come Pedra"                  |
| 2007    | Casos e Acasos                      | Feldman                                    | Episódio: "Piloto"; Especial de fim de ano          |
| 2008    | Duas Caras                          | Ele mesmo                                  | Episódio: "14 de março"                             |
| 2008    | Dicas de um Sedutor                 | Geraldo                                    | Episódio: "Amor Não Tem Idade"                      |
| 2008    | Dança dos Famosos                   | Participante                               | Temporada 5                                         |
| 2008    | Casos e Acasos                      | Dr. Anísio                                 | Episódio: "A Nova Namorada, o Chefe e o Dia Fértil" |
| 2008    | Casos e Acasos                      | Dr. Edgar                                  | Episódio: "O Colar, O Cachorro e O DVD"             |
| 2008    | Negócio da China                    | Dr. Evandro Fontanera                      |                                                     |
| 2010    | Passione                            | Olavo Souza e Silva                        |                                                     |
| 2010    | A Princesa e o Vagabundo            | Germain                                    | Especial de fim de ano                              |
| 2011    | O Astro                             | Ferragus Ferraz                            |                                                     |
| 2011    | A Vida da Gente                     | Mariano Vilaça                             |                                                     |
| 2014    | Amor à Vida                         | Rubão Carvalho                             | Episódios: "3–31 de janeiro"                        |
| 2014    | A Grande Família                    | Oduvaldo Carrara                           | Episódio: "Guerra e Pais"                           |
| 2014    | Doce de Mãe                         | Fortunato de Souza (Toninho)               | Episódio: "O Fim de História"                       |
| 2014    | Boogie Oogie                        | Vicente dos Santos                         |                                                     |
| 2015    | I Love Paraisópolis                 | Evaristo Mateus Salsete                    | Episódios: "30 de outubro–7 de novembro"            |
| 2016    | Sol Nascente                        | Gaetano De Angeli                          |                                                     |
| 2018    | Pega Pega                           | Seu Chico                                  | Episódio: "8 de janeiro"                            |
| 2018    | Segundo Sol                         | Nestor Maranhão                            |                                                     |
| 2019    | Tá no Ar: a TV na TV                | Ele mesmo                                  | Episódio: "12 de fevereiro"                         |
| 2019    | Juntos a Magia Acontece             | Padre Francisco                            | Especial de fim de ano                              |
| 2020    | Salve-se Quem Puder                 | Ele mesmo                                  | Episódio: "14 de março"                             |
| 2023    | No Corre                            | Seu Lauro                                  | Episódio: "Dia da Fortuna"                          |
| 2025    | Tributo                             | Ele mesmo                                  | Episódio: "Francisco Cuoco"                         |

### Cinema
| Ano  | Título                       | Papel           |
| ---- | ---------------------------- | --------------- |
| 1961 | Pedro e Paulo                | Transviado      |
| 1968 | Anuska, Manequim e Mulher    | Bernardo        |
| 1998 | Traição                      | Argemiro Santos |
| 1999 | Gêmeas                       | Dr. Jorge       |
| 2000 | Um Anjo Trapalhão            | Pai desabrigado |
| 2001 | Os Xeretas                   | Stegner         |
| 2002 | O Castelo                    | Narrador        |
| 2005 | Cafundó                      | Bispo           |
| 2006 | Didi - O Caçador de Tesouros | Guardião        |
| 2015 | Real Beleza                  | Pedro           |

### Internet
| Ano  | Título            | Função   | Local                               |
| ---- | ----------------- | -------- | ----------------------------------- |
| 2020 | A Vida dos Santos | Narrador | YouTube/Warner Music Brasil/Spotify |

## Teatro
- 1955 - O Anúncio Feito à Maria
- 1956 - As Três Irmãs
- 1957 - A Bilha Quebrada
- 1957 - Os Apaixonados Pueris
- 1957 - A Madona de Éfeso
- 1958 - A Pedreira das Almas
- 1959 - A Senhoria
- 1959 - Quando se Morre de Amor
- 1959 - Romanoff e Julieta
- 1960 - Cristo Proclamado

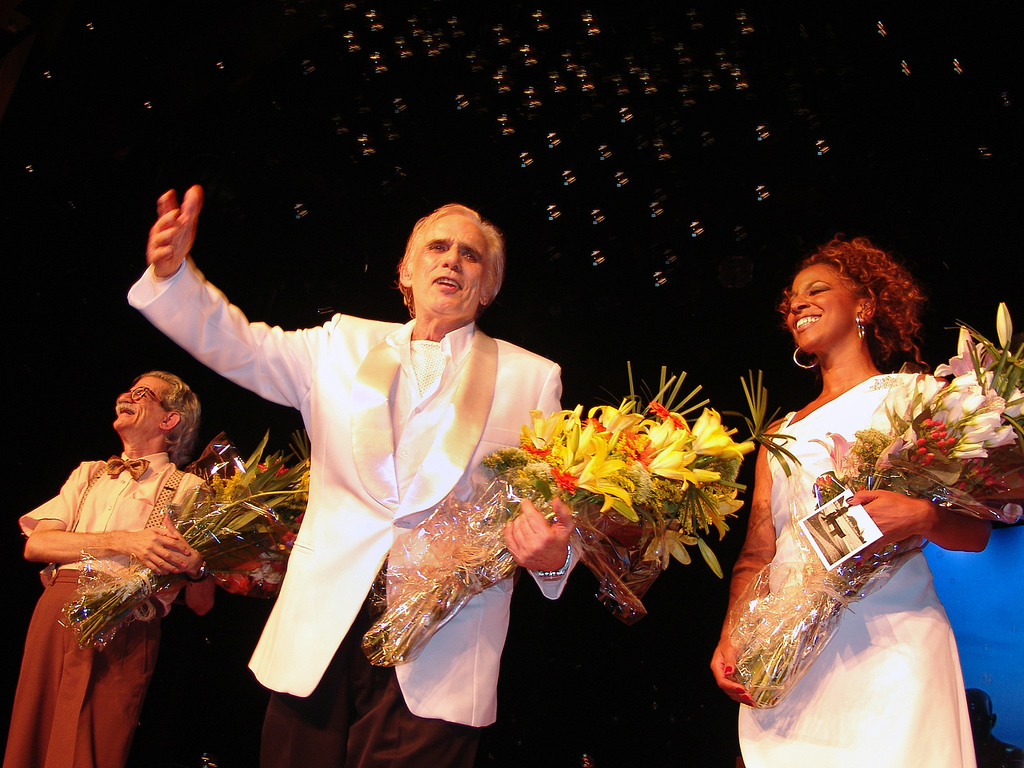
Cuoco (ao centro) ao lado de Chico Tenreiro e Adriana Lessa na peça de comédia O Último Bolero, em 2005

- 1960 - Com a Pulga atrás da Orelha
- 1960 - Mambembe
- 1961 - O Beijo no Asfalto
- 1961 - O Médico Volante
- 1961 - O Velho Ciumento
- 1962 - O Homem, a Besta e a Virtude
- 1962 - Panorama Visto da Ponte
- 1964 - Boeing Boeing
- 1965 - Boeing-Airbus
- 1967 - A Infidelidade ao Alcance de Todos
- 1969 - O Assalto
- 1985 - Hedda Gabler
- 2005 - Os Três Homens Baixos
- 2006 - O Último Bolero
- 2007 - Paixão de Cristo de Nova Jerusalém
- 2008 - Circuncisão em Nova York
- 2009 - Deus É Química
- 2012 - Judy Garlandy e o Fim do Arco Íris
- 2013 - Uma Vida no Teatro
- 2015 - Electra
- 2017 - Paixão e Morte de Um Homem

Fonte: Itaú Cultural/Enciclopédia/Teatro dos Sete e TBC

## Prêmios e indicações
| Ano  | Prêmio                                                 | Categoria                              | Nomeações                  | Resultado |
| ---- | ------------------------------------------------------ | -------------------------------------- | -------------------------- | --------- |
| 1964 | Troféu Associação Paulista dos Críticos de Arte (APCA) | Melhor Ator Coadjuvante                | Boeing Boeing              | Venceu    |
| 1967 | Troféu Imprensa                                        | Melhor Ator                            | Redenção                   | Venceu    |
| 1968 | Troféu Imprensa                                        | Melhor Ator                            | Redenção                   | Venceu    |
| 1969 | Troféu Imprensa                                        | Melhor Ator                            | Redenção                   | Indicado  |
| 1970 | Troféu Imprensa                                        | Melhor Ator                            | Sangue do Meu Sangue       | Indicado  |
| 1971 | Troféu Imprensa                                        | Melhor Ator                            | Assim na Terra como no Céu | Indicado  |
| 1972 | Troféu Imprensa                                        | Melhor Ator                            | O Cafona                   | Venceu    |
| 1972 | Troféu Imprensa                                        | Melhor Ator                            | Selva de Pedra             | Venceu    |
| 1974 | Troféu Imprensa                                        | Melhor Ator                            | O Semideus                 | Indicado  |
| 1988 | Troféu Imprensa                                        | Melhor Ator                            | O Outro                    | Indicado  |
| 1998 | Festival Internacional de Cinema de Brasília           | Melhor Ator Coadjuvante                | Traição                    | Venceu    |
| 2005 | Prêmio Arte Qualidade Brasil                           | Melhor Ator Coadjuvante                | América                    | Venceu    |
| 2011 | Prêmio Contigo! de TV                                  | Conjunto da Obra                       | Carreira                   | Venceu    |
| 2016 | Prêmio Guarani de Cinema Brasileiro                    | Melhor Ator Coadjuvante                | Real Beleza                | Indicado  |
| 2018 | Troféu Mário Lago                                      | Prêmio atribuído pelo conjunto da obra | Carreira                   | Venceu    |